# Moskovskaja (stanice metra v Nižním Novgorodě)
Moskovskaja (rusky Моско́вская) je jedna ze stanic metra Nižního Novgorodu. Je to jediná přestupní stanice v celé síti, nachází se v její severní části. Kříží se zde linky Avtozavodskaja a Sormovsko-Meščerskaja.
Moskovskaja je podzemní mělce založená stanice neobvyklého typu. Na jejím jednom podpovrchovém nástupišti se nachází celkem čtyři koleje, z kterých dvě vnitřní patří první lince a dvě vnější té druhé. Tato koncepce stanice je unikátní v celém Rusku, i bývalém SSSR. Její výstavba probíhala v první polovině 80. let spolu s historicky prvním úsekem podzemní dráhy v Nižním Novgorodě a již od počátku byla navržena jako hlavní přestupní bod. Konstrukce vychází z koncepce unifikovaných hloubených stanic s ostrovním nástupištěm podpíraným dvěma řadami sloupů, v tomto případě samozřejmě obměněném. Moskovskaja byla otevřena 20. listopadu 1985 pro první linku a od 20. prosince 1993 funguje i pro tu druhou.
Architektonické ztvárnění stanice má reflektovat její název, tj. je inspirováno hlavním městem Ruska, Moskvou. Na obklad sloupů i stěn na nástupišti byl použit bílý mramor; na stěnách za kolejemi též i v hnědém odstínu tak, aby připomínal Kremelskou zeď. Architektem byl V. Čeremin, mozaiky (velmi podobné například té, které byla umístěna ve stanici Anděl) pak mají více autorů.

## Spojení

### Městská doprava
Ze stanice je možné přestoupit na řadu linky tramvají, autobusů a maršrutek.

### Železnice
Stanice je umístěna vedle Moskevského nádraží (hlavního nádraží na drahách Nižněnovgorodska) a jeden z východů vede přímo do jeho podzemního patra. Nádraží má dálková spojení s mnoha městy v celém Rusku a taky s Běloruskem. Je taky konečnou stanicí pro většinu příměstských spojů (tzv. „električek“ a případně „dieselů“).

#### Nižněnovgorodská městská dráha
Od roku 2013 železniční příměstský dopravce provozuje „električky“ na třech vnitroměstských linkách, z nichž dvě jsou zavedeny na Moskevské nádraží. Nejde však o servis podobný S-linkám: vlaky jezdí řídce, bez taktu, část spojů nestaví v jistých stanicích nebo neujíždí celou trasu.
| #        | Řádek          | Linka                                    | Počet stanic | Průměrný počet spojů denně |
| -------- | -------------- | ---------------------------------------- | ------------ | -------------------------- |
| 1        | 1. Sormovskaja | Moskevské nádraží – Počinki – Dubravnaja | 11           | 15                         |
| 2        | Priokskaja     | Moskevské nádraží – Prospekt Gagarina    | 15           | 4                          |
| Celkový: |                |                                          | 26           | 19                         |